# Den československé poštovní známky
Den československé poštovní známky je název známkové série, která vycházela v Československu od roku 1965 vždy okolo 18. prosince na připomínku výročí vydání první československé poštovní známky.

## Historie

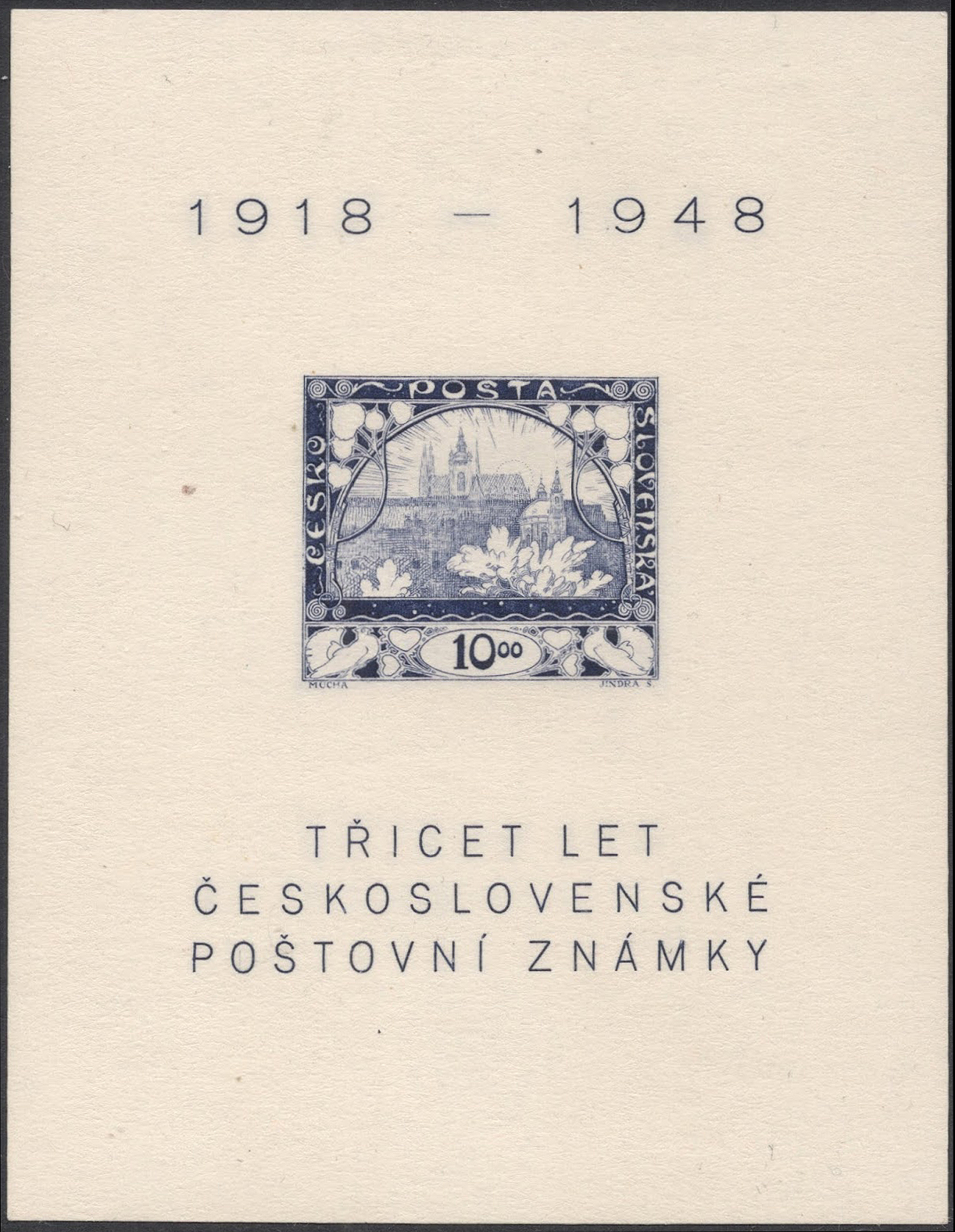
30. let československé poštovní známky

První československé známky vyšly 18. prosince 1918, šlo o Muchovy Hradčany. V obnoveném Československu vyšel v roce 1948 aršík se zobrazením Hradčan jako připomínka 30 let od vydání.
Ke 40. výročí (a poté i k 50. 60. a 70.) vyšla jako připomínka opět poštovní známka s motivem Hradčan, v roce 1960 známka s Alfonsem Muchou, která již nesla označení Den československé poštovní známky.
Od roku 1965 až do roku 1992 pak každoročně vycházela známka s poštovním motivem v širokém formátu 5:2, od roku 1981 začaly motivy těchto známek připomínat jiné známé známky a jejich tvůrce. S výjimkou posledních ročníků měla známka vždy nominální hodnotu 1 Kčs
Po zániku Československa navázala na tyto známky od roku 1995 série Tradice české známkové tvorby, která vychází v lednu.

## Seznam známek

### Připomínka Hradčan
- V roce 1948 vyšel pamětní aršík se zobrazením Hradčan, vyryl Jindra Schmidt[1].
- V roce 1958 vyšla známka od Maxe Švabinského s částečným vyobrazením Hradčan. (Schmidt)[2]
- 1960 - známka s Alfonsem Muchou (Švabinský, Schmidt)[3]

### Série Den čs. poštovní známky
| Rok  | Č.   | Motiv                                                                       | Návrh             | Rytec                | odkaz     |
| ---- | ---- | --------------------------------------------------------------------------- | ----------------- | -------------------- | --------- |
| 1965 | 1496 | motiv vytištěného svitku známek (poprvé ležatý formát)                      | Josef Liesler     | Ladislav Jirka       | Filaso.cz |
| 1966 | 1579 | stylizovaná holubice                                                        | Jaroslav Kaiser   | Jindra Schmidt       | Filaso.cz |
| 1967 | 1654 | vyobrazení tří známek (Holubice, Osvobozená republika, Hospodářství a věda) | Karel Vodák       | Ladislav Jirka       | Filaso.cz |
| 1968 | 1740 | dvě vyobrazení Hradčan                                                      | Karel Vodák       | Ladislav Jirka       | Filaso.cz |
| 1969 | 1803 | holubice tvořená archem známek                                              | Jaroslav Lukavský | Ladislav Jirka       | Filaso.cz |
| 1970 | 1868 | pohled lupou na známku Holubice                                             | Miloslav Urbásek  | Jindra Schmidt       | Filaso.cz |
| 1971 | 1937 | tři poštovní trubky, lvíček                                                 | Karel Vodák       | Jaroslav Goldschmied | Filaso.cz |
| 1972 | 2004 | dívčí hlava, trubka                                                         | Eva Bednářová     | Josef Herčík         | Filaso.cz |
| 1973 | 2060 | poštovní panáček, s kupony                                                  | Josef Liesler     | Josef Herčík         | Filaso.cz |
| 1974 | 2119 | poštovní trubka                                                             | Zdeněk Sklenář    | Jan Mráček           | Filaso.cz |
| 1975 | 2181 | poštovní trubka a holubice                                                  | Ivan Schurmann    | Jan Mráček           | Filaso.cz |
| 1976 | 2231 | postilion a telekomunikační družice                                         | Vladimír Kovářík  | Josef Herčík         | Filaso.cz |
| 1977 | 2291 | poštovní trubka                                                             | Jaroslav Kaiser   | Bedřich Housa        | Filaso.cz |
| 1978 | 2355 | Alfons Mucha a Hradčany                                                     | Vladimír Kovářík  | Josef Herčík         | Filaso.cz |
| 1979 | 2412 | Sochy na Karlově mostě a razítka                                            | Jan Mácha         | Josef Herčík         | Filaso.cz |
| 1980 | 2466 | Holubice                                                                    | Karel Svolinský   | Ladislav Jirka       | Filaso.cz |
| 1981 | 2518 | Eduard Karel                                                                | Cyril Bouda       | Ladislav Jirka       | Filaso.cz |
| 1982 | 2573 | Jaroslav Goldschmied                                                        | Bedřich Housa     | Bedřich Housa        | Filaso.cz |
| 1983 | 2626 | Karel Seizinger                                                             | Cyril Bouda       | Miloš Ondráček       | Filaso.cz |
| 1984 | 2679 | Bohumil Heinz                                                               | Bedřich Housa     | Bedřich Housa        | Filaso.cz |
| 1985 | 2729 | Bohdan Roule                                                                | Karel Vodák       | Ladislav Jirka       | Filaso.cz |
| 1986 | 2777 | Vratislav Hugo Brunner                                                      | Karel Svolinský   | Josef Herčík         | Filaso.cz |
| 1987 | 2823 | Jakub Obrovský                                                              | Rostislav Vaněk   | Miloš Ondráček       | Filaso.cz |
| 1988 | 2873 | Jaroslav Benda                                                              | Ivan Schurmann    | Martin Činovský      | Filaso.cz |
| 1989 | 2920 | Cyril Bouda                                                                 | Jiří Bouda        | Jiří Bouda           | Filaso.cz |
| 1990 | 2965 | Karel Svolinský                                                             | Oldřich Kulhánek  | Miloš Ondráček       | Filaso.cz |
| 1991 | 3000 | Martin Benka (2 Kčs)                                                        | Martin Činovský   | Martin Činovský      | Filaso.cz |
| 1992 | 3029 | Jindra Schmidt (2 Kčs, poslední vydaná československá známka)               | Bedřich Housa     | Bedřich Housa        | Filaso.cz |